# Liu Yuchen
Dans ce nom chinois, le nom de famille, Liu, précède le nom personnel.
Liu Yuchen (chinois simplifié : 刘雨辰, pinyin : Liú Yǔchén), né le 25 juillet 1995 à Pékin est un joueur de badminton chinois, spécialiste du double.

## Palmarès

### Jeux olympiques
Lors des Jeux olympiques d'été de 2020 à Tokyo, Liu Yuchen et Li Junhui remportent la médaille d'argent en double hommes en s'inclinant en finale contre les taïwanais Lee Yang et Wang Chi-lin.

### Championnats du monde
Lors de l'édition 2018 des Championnats du monde disputée à Nankin (Chine), il remporte le titre en double hommes, associé à son compatriote Li Junhui en battant en finale les japonais Takeshi Kamura et Keigo Sonoda sur le score de 21-12, 21-19.
Lors des Championnats du monde 2019, à Bâle (Suisse), ils obtiennent la médaille de bronze après avoir perdu leur demi-finale face aux japonais Takuro Hoki et Yugo Kobayashi.

### Championnats d'Asie
Associé à Li Junhui en double hommes, il remporte 4 médailles aux championnats d'Asie : l'argent en 2014 (en) et en 2016 (en) ; l'or en 2017 (en) et en 2018 (en).

### Par équipes

#### Sudirman Cup
Liu Yuchen fait partie de l'équipe chinoise lors de la Sudirman Cup 2017 qui se déroule à Gold Coast en Australie. La Chine y décroche une médaille d'argent, défaite en finale par la Corée du Sud. En double hommes avec Li Junhui, Liu Yuchen dispute un match en phase de poule et un autre lors de la demi-finale.

#### Thomas Cup
En 2016, Liu Yuchen fait partie de l'équipe nationale qui dispute la Thomas Cup à domicile, à Kunshan en Chine. Il dispute une rencontre en double hommes, associé à Li Junhui. La Chine est éliminée par la Corée du Sud dès les quarts de finale.
En 2018, il fait naturellement partie de l'équipe qui se rend en Thaïlande pour prendre part à la compétition. Les Chinois s'imposent en finale 3 à 1 face au Japon. Liu Yuchen et son partenaire du double hommes Li Junhui disputent 5 des 6 rencontres, étant simplement laissés au repos lors du premier match de poule. Lors de la finale, ils donnent le point vainqueur à leur équipe.

### Parcours junior

#### Championnats du monde junior
En 2012 (en), Liu Yuchen est médaillé d'or par équipes et double médaillé de bronze en double garçons avec Wang Yilyu et en double mixte avec Chen Qingchen.
En 2013, associé à Li Junhui, il devient champion du monde (en) en double garçons. Il remporte également deux médailles de bronze : en double mixte avec Huang Dongping et par équipes en ayant disputé les doubles garçons avec Zheng Siwei ou Li Junhui.

#### Championnats d'Asie junior
En 2011 (en), il remporte une médaille d'or lors de la compétition par équipes.
Lors de l'édition 2012 (en), il est médaille d'argent par équipes et médaille de bronze en double mixte avec Chen Qingchen. 
En 2013 (en), il remporte l'or par équipes ainsi qu'en double garçons avec Li Junhui, et l'argent en double mixte avec Huang Dongping.

### Tournois
| Année | Partenaire | Tournoi                     | Catégorie                   | Résultat  |
| ----- | ---------- | --------------------------- | --------------------------- | --------- |
| 2022  | Ou Xuanyi  | Open d'Indonésie (2)        | Super 1000                  | Vainqueur |
| 2018  | Li Junhui  | Masters d'Indonésie         | Super 500                   | Finaliste |
| 2017  | Li Junhui  | Open d'Indonésie            | BWF Super Series            | Vainqueur |
| 2017  | Li Junhui  | Open de Singapour           | BWF Super Series            | Finaliste |
| 2017  | Li Junhui  | Open d'Angleterre           | BWF Super Series            | Finaliste |
| 2016  | Li Junhui  | Open de Corée du Sud        | BWF Super Series            | Finaliste |
| 2016  | Li Junhui  | Open du Japon               | BWF Super Series            | Vainqueur |
| 2016  | Li Junhui  | Open de Taïwan              | BWF Grand Prix              | Vainqueur |
| 2015  | Li Junhui  | Open du Viêt Nam            | BWF Grand Prix              | Vainqueur |
| 2015  | Li Junhui  | Open du Canada              | BWF Grand Prix              | Vainqueur |
| 2015  | Li Junhui  | Open des États-Unis         | BWF Grand Prix              | Vainqueur |
| 2015  | Li Junhui  | Masters de Chine            | BWF Grand Prix              | Vainqueur |
| 2015  | Li Junhui  | Open de Taïwan              | BWF Grand Prix              | Vainqueur |
| 2014  | Li Junhui  | Open GPG d'Inde             | BWF Grand Prix              | Vainqueur |
| 2014  | Li Junhui  | Open de Nouvelle-Zélande    | BWF Grand Prix              | Finaliste |
| 2013  | Li Junhui  | Lingshui China Masters (en) | BWF International Challenge | Finaliste |

| Année | Partenaire     | Tournoi                     | Catégorie                   | Résultat  |
| ----- | -------------- | --------------------------- | --------------------------- | --------- |
| 2015  | Huang Dongping | Osaka International         | BWF International Challenge | Finaliste |
| 2015  | Yu Xiaohan     | Lingshui China Masters (en) | BWF International Challenge | Finaliste |
| 2014  | Yu Xiaohan     | Lingshui China Masters (en) | BWF International Challenge | Finaliste |